# Лордкипанидзе, Марика Давидовна
Марика Давидовна Лордкипанидзе (в других вариантах — Мариам, Мариям, Давыдовна или Лорткипанидзе; груз. მარიკა (მარიამ) ლორთქიფანიძე; 28 августа 1922, Батум, Аджарская АССР, Грузинская ССР — 8 января 2018, Тбилиси) — советский и грузинский историк, доктор исторических наук, профессор Тбилисского государственного университета, действительный член Национальной академии наук Грузии.

## Биография
Родилась 28 августа 1922 в Батуми. В 1943 году окончила исторический факультет Тбилисского государственного университета (ТГУ).
Защитила кандидатскую на тему «Эмират Тбилиси» (груз. თბილისის საამირო) в 1948 году, докторскую — на тему «Политические объединения феодальной Грузии» (груз. ფეოდალური საქართველოს პოლიტიკური გაერთიანება) в 1963 году.
С 1947 года работала научным сотрудником в Институте языка, истории и материальной культуры имени Н. Я. Марра (сейчас Институт истории и этнологии имени И. Джавахишвили). С 1948 года работала в ТГУ, с 1972 года — глава исторической кафедры там. С 1993 года — действительный член Национальной академии наук Грузии.

## Научная работа
Опубликовала более 100 статей и 10 книг. Перевела на русский язык «Историю и повествование о Багратионах» Сумбата Давитисдзе и анонимную «Летопись Картли».

## Награды
- Орден Чести (2000)[7]
- Орден Чести (1997)[7]
- Государственная премия Грузинской ССР (1982)
- Почётная гражданка Тбилиси (1988)